# Hallering
Hallering est une commune française située dans le département de la Moselle et le bassin de vie de la Moselle-Est, en région Grand Est.

## Géographie
Hallering est un village-rue lorrain traditionnel construit à flanc de coteau sur la rive droite du Perdsbach, petit cours d'eau prenant sa source sur le ban de la commune de Boucheporn. Le territoire communal comprend trois forêts situées au sud et à l’est.

### Communes limitrophes
|                   | Narbéfontaine |                  |
|                   | Hallering     | Zimming          |
| Marange-Zondrange |               | Haute-Vigneulles |

### Hydrographie

#### Réseau hydrographique
La commune est située dans le bassin versant du Rhin au sein du bassin Rhin-Meuse. Elle est drainée par le ruisseau de Marange.

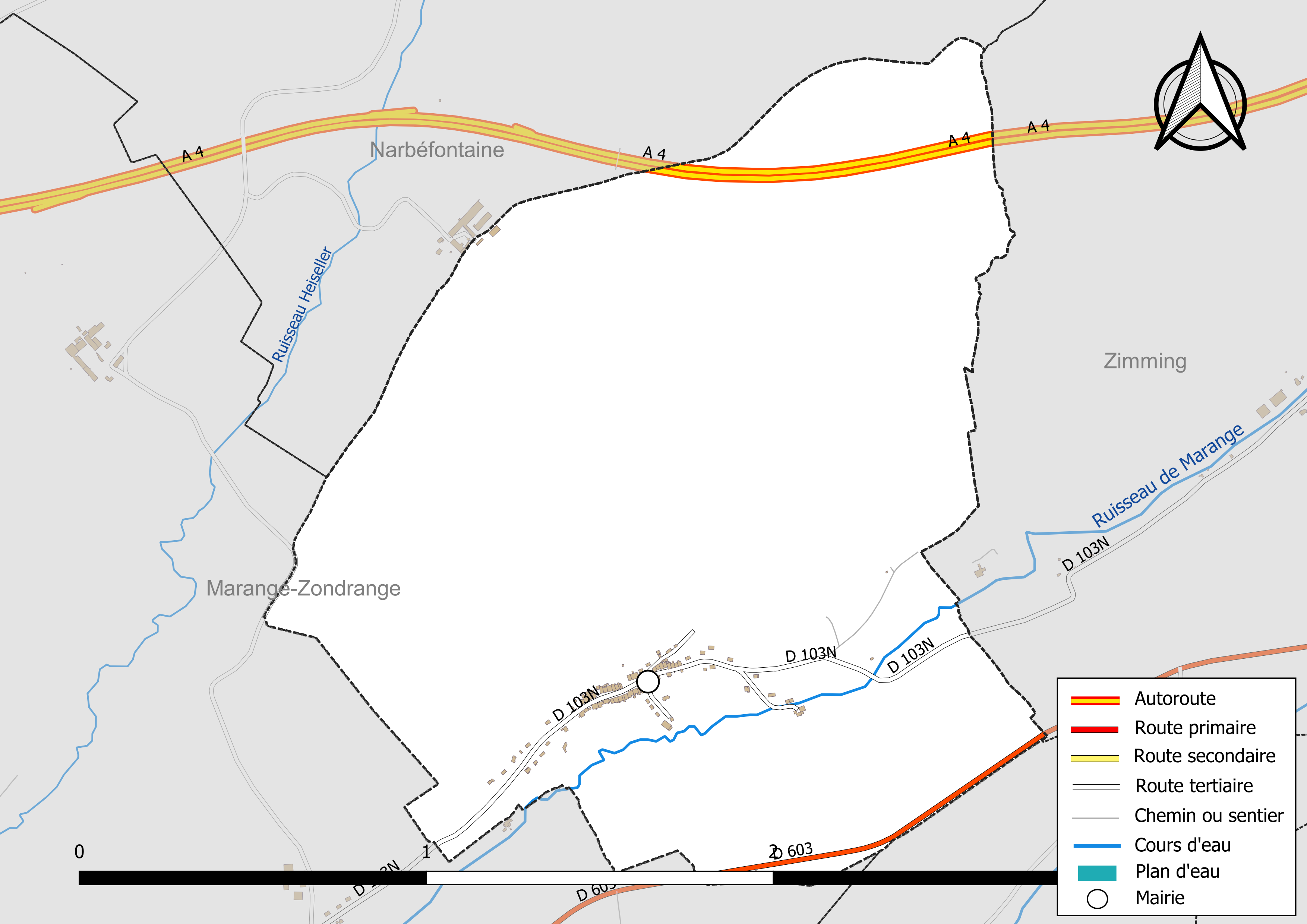
Réseaux hydrographique et routier d'Hallering.

#### Gestion et qualité des eaux
Le territoire communal est couvert par le schéma d'aménagement et de gestion des eaux (SAGE) « Bassin Houiller ». Ce document de planification, dont le territoire est approximativement délimité par un triangle formé par les villes de Creutzwald, Faulquemont et Forbach, d'une superficie de 576 km2, a été approuvé le 27 octobre 2017. La structure porteuse de l'élaboration et de la mise en œuvre est la région Grand Est. Il définit sur son territoire les objectifs généraux d’utilisation, de mise en valeur et de protection quantitative et qualitative des ressources en eau superficielle et souterraine, en respect des objectifs de qualité définis dans le SDAGE  du Bassin Rhin-Meuse.

### Climat
Pour des articles plus généraux, voir Climat du Grand Est et Climat de la Moselle.
En 2010, le climat de la commune est de type climat de montagne, selon une étude du Centre national de la recherche scientifique s'appuyant sur une série de données couvrant la période 1971-2000. En 2020, Météo-France publie une typologie des climats de la France métropolitaine dans laquelle la commune est exposée à un climat semi-continental et est dans la région climatique  Lorraine, plateau de Langres, Morvan, caractérisée par un hiver rude (1,5 °C), des vents modérés et des brouillards fréquents en automne et hiver. 
Pour la période 1971-2000, la température annuelle moyenne est de 9,5 °C, avec une amplitude thermique annuelle de 16,9 °C. Le cumul annuel moyen de précipitations est de 936 mm, avec 12,9 jours de précipitations en janvier et 9,7 jours en juillet. Pour la période 1991-2020, la température moyenne annuelle observée sur la station météorologique de Météo-France la plus proche, « Lesse_sapc », sur la commune de Lesse à 18 km à vol d'oiseau, est de 10,7 °C et le cumul annuel moyen de précipitations est de 694,0 mm. 
La température maximale relevée sur cette station est de 40 °C, atteinte le 25 juillet 2019 ; la température minimale est de −20,7 °C, atteinte le 20 décembre 2009,,. 
Les paramètres climatiques de la commune ont été estimés pour le milieu du siècle (2041-2070) selon différents scénarios d'émission de gaz à effet de serre à partir des nouvelles projections climatiques de référence DRIAS-2020. Ils sont consultables sur un site dédié publié par Météo-France en novembre 2022.

## Urbanisme

### Typologie
Au 1er janvier 2024, Hallering est catégorisée commune rurale à habitat dispersé, selon la nouvelle grille communale de densité à sept niveaux définie par l'Insee en 2022.
Elle est située hors unité urbaine. Par ailleurs la commune fait partie de l'aire d'attraction de Metz, dont elle est une commune de la couronne,. Cette aire, qui regroupe 245 communes, est catégorisée dans les aires de 200 000 à moins de 700 000 habitants,.

### Occupation des sols
L'occupation des sols de la commune, telle qu'elle ressort de la base de données européenne d’occupation biophysique des sols Corine Land Cover (CLC), est marquée par l'importance des territoires agricoles (79,5 % en 2018), une proportion sensiblement équivalente à celle de 1990 (79,8 %). La répartition détaillée en 2018 est la suivante : 
terres arables (56,1 %), forêts (20,5 %), zones agricoles hétérogènes (13,6 %), prairies (9,8 %). L'évolution de l’occupation des sols de la commune et de ses infrastructures peut être observée sur les différentes représentations cartographiques du territoire : la carte de Cassini (XVIIIe siècle), la carte d'état-major (1820-1866) et les cartes ou photos aériennes de l'IGN pour la période actuelle (1950 à aujourd'hui).

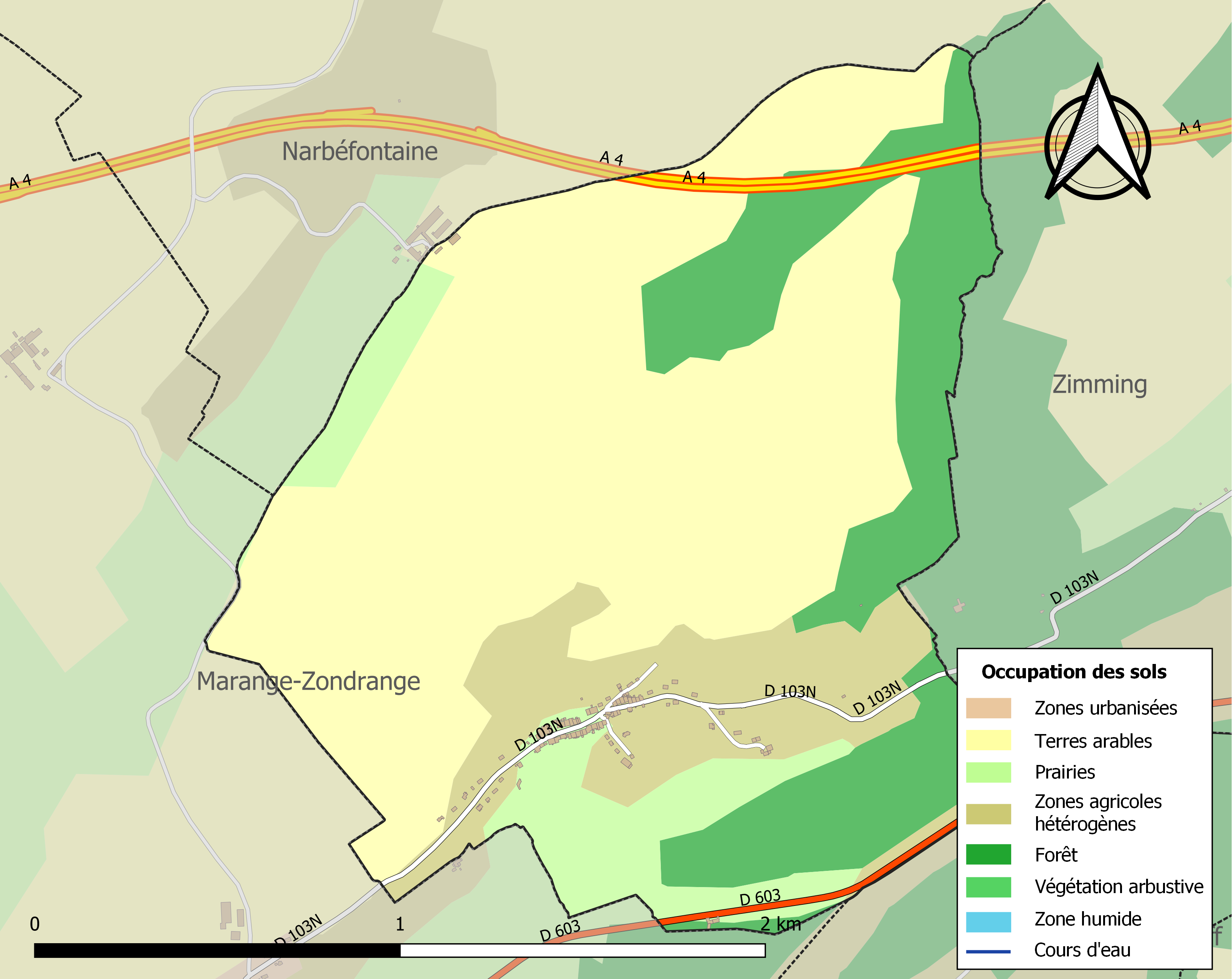
Carte des infrastructures et de l'occupation des sols de la commune en 2018 (CLC).

## Toponymie
- Halderchanges (1284)[15], Haildenges et Haldange (1299), Halleringe (1356), Halderinga (1371), Halering (1632), Hallerange (1655), Halleringen (1683), Hallering (1793), Halleringen (1871-1918).
- En allemand : Halleringen[16].

## Histoire
Hallering est un ancien domaine de l'abbaye Saint-Martin-des-Glandières de Longeville dont les voués étaient les seigneurs de Varsberg et de Raville, ce qui fit passer le village sous la domination du duché de Luxembourg jusqu'au 16 mai 1769, date de la réunion des enclaves dépendant des seigneurs de Raville à la couronne de France, Hallering fut ensuite classé au bailliage de Boulay en 1773. Le village dépend sur le plan religieux de la paroisse de Marange-Zondrange depuis le XIIe siècle et dispose d'une chapelle construite à l'extrême-fin du XVIIe siècle.

## Politique et administration
| Période                                  | Période   | Identité      | Étiquette | Qualité |
| ---------------------------------------- | --------- | ------------- | --------- | ------- |
| 1969                                     | mars 1995 | Willy Webanck |           |         |
| mars 1995                                | mars 2001 | Martine Maire |           |         |
| mars 2001                                | mars 2008 | Raymond Maire |           |         |
| mars 2008                                | En cours  | Luc Ballasse  |           |         |
| Les données manquantes sont à compléter. |           |               |           |         |

## Démographie
L'évolution du nombre d'habitants est connue à travers les recensements de la population effectués dans la commune depuis 1793. Pour les communes de moins de 10 000 habitants, une enquête de recensement portant sur toute la population est réalisée tous les cinq ans, les populations de référence des années intermédiaires étant quant à elles estimées par interpolation ou extrapolation. Pour la commune, le premier recensement exhaustif entrant dans le cadre du nouveau dispositif a été réalisé en 2007.

En 2022, la commune comptait 104 habitants, en évolution de −4,59 % par rapport à 2016 (Moselle : +0,52 %, France hors Mayotte : +2,11 %).
| 1793 | 1800 | 1806 | 1821 | 1836 | 1841 | 1861 | 1866 | 1871 |
| ---- | ---- | ---- | ---- | ---- | ---- | ---- | ---- | ---- |
| 237  | 180  | 172  | 220  | 256  | 267  | 240  | 243  | 237  |

| 1875 | 1880 | 1885 | 1890 | 1895 | 1900 | 1905 | 1910 | 1921 |
| ---- | ---- | ---- | ---- | ---- | ---- | ---- | ---- | ---- |
| 245  | 240  | 213  | 185  | 167  | 183  | 176  | 180  | 142  |

| 1926 | 1931 | 1936 | 1946 | 1954 | 1962 | 1968 | 1975 | 1982 |
| ---- | ---- | ---- | ---- | ---- | ---- | ---- | ---- | ---- |
| 126  | 131  | 147  | 143  | 124  | 120  | 104  | 84   | 88   |

| 1990 | 1999 | 2006 | 2007 | 2012 | 2017 | 2022 | - | - |
| ---- | ---- | ---- | ---- | ---- | ---- | ---- | - | - |
| 81   | 102  | 114  | 115  | 113  | 113  | 104  | - | - |

## Culture locale et patrimoine

### Lieux et monuments
- On trouve dans la commune plusieurs maisons anciennes (malheureusement fortement dénaturées pour la plupart), comprenant des décors de plafond dits « à estrich », c'est-à-dire des motifs imprimés dans des dalles de plâtre formant à la fois un plafond et un plancher pour l'étage supérieur. Ces décors, présentant des fleurs, des signes religieux, des animaux, ont été réalisés entre le XVIIe et le XIXe siècle exclusivement en Lorraine germanophone.
- Belle croix du Choléra, érigée en 1832 et restaurée en 2007. On y voit des représentations de saint Sébastien et saint Roch.

#### Édifice religieux
- Chapelle Saint-Antoine-de-Padoue, construite en 1698, dont le décor a été complété au XIXe siècle. La chapelle a été restaurée au cours des années 2000 en raison d'importants dégâts causés à la maçonnerie lors d'un accident impliquant un camion.

### Héraldique
| Blason de Hallering | Blason  | De gueules à trois chevrons d'argent, accompagnés de trois lys de jardin du même, tigés et feuillés de sinople. |
| Blason de Hallering | Détails | Le statut officiel du blason reste à déterminer.                                                                |